# 沙魯爾區
沙魯爾區是阿塞拜疆的一個區，位於該國納希切萬西部，北鄰亞美尼亞，南隔阿拉克斯河與伊朗相望。面積約707.5平方公里，人口97,900人。首府沙魯爾。
1924至1990年曾以列寧的父名被命名為伊里奇區。